# Dactylolabis (Dactylolabis) gracilistylus
Dactylolabis (Dactylolabis) gracilistylus is een tweevleugelige uit de familie steltmuggen (Limoniidae). De soort komt voor in het Palearctisch gebied.